# Omloop Het Nieuwsblad femminile 2023
L'Omloop Het Nieuwsblad femminile 2023, diciottesima edizione della corsa, valida come prova di classe 1.UWT dell'UCI Women's World Tour 2023, si svolse il 25 febbraio 2023 su un percorso di 132,2 km, con partenza da Gand e arrivo a Ninove, in Belgio. La vittoria fu appannaggio della belga Lotte Kopecky, la quale completò il percorso in 3h32'55", alla media di 37,080 km/h, precedendo la neerlandese Lorena Wiebes e l'italiana Marta Bastianelli.
Delle 154 cicliste partenti, 107 portarono a termine la competizione.

## Squadre e cicliste partecipanti
Al via 24 formazioni.
| N.      | Cod. | Squadra                    |
| ------- | ---- | -------------------------- |
| 1-6     | MOV  | Movistar Team              |
| 11-16   | FED  | Fenix-Deceuninck           |
| 21-26   | CSR  | Canyon-SRAM Racing         |
| 31-36   | TIB  | EF Education-Tibco-SVB     |
| 41-46   | FSF  | FDJ-Suez                   |
| 51-56   | HPW  | Human Powered Health       |
| 61-66   | CGS  | Israel Premier Tech Roland |
| 71-76   | LIV  | Liv Racing TeqFind         |
| 81-86   | DSM  | Team DSM                   |
| 91-96   | BEX  | Team Jayco AlUla           |
| 101-106 | JVW  | Team Jumbo-Visma           |
| 111-116 | SDW  | Team SD Worx               |

| N.      | Cod. | Squadra                           |
| ------- | ---- | --------------------------------- |
| 121-126 | TFS  | Trek-Segafredo                    |
| 131-136 | UAD  | UAE Team ADQ                      |
| 141-146 | UXT  | Uno-X Pro Cycling Team            |
| 151-156 | WNT  | Ceratizit-WNT Pro Cycling Team    |
| 161-166 | DRP  | Lifeplus Wahoo                    |
| 171-176 | AGS  | AG Insurance-Soudal Quick-Step    |
| 181-186 | ARK  | Arkéa Pro Cycling Team            |
| 191-196 | COF  | Cofidis Women Team                |
| 201-206 | DCH  | Duolar-Chevalmeire Cycling Team   |
| 211-216 | LDL  | Lotto Dstny Ladies                |
| 221-226 | PHV  | Parkhotel Valkenburg              |
| 231-236 | PRO  | Proximus-Alphamotorhomes-Doltcini |

## Ordine d'arrivo (Top 10)
| Pos. | Corridore               | Squadra  | Tempo    |
| ---- | ----------------------- | -------- | -------- |
| 1    | Lotte Kopecky           | SD Worx  | 3h32'55" |
| 2    | Lorena Wiebes           | SD Worx  | a 11"    |
| 3    | Marta Bastianelli       | UAE      | s.t.     |
| 4    | Emma Norsgaard          | Movistar | s.t.     |
| 5    | Pfeiffer Georgi         | DSM      | s.t.     |
| 6    | Anouska Koster          | Uno-X    | s.t.     |
| 7    | Quinty Ton              | Liv      | s.t.     |
| 8    | Christina Schweinberger | Fenix    | s.t.     |
| 9    | Soraya Paladin          | Canyon   | s.t.     |
| 10   | Elisa Longo Borghini    | Trek     | s.t.     |